# Diadelia
Diadelia is een geslacht van kevers uit de familie van de boktorren (Cerambycidae). De wetenschappelijke naam van het geslacht werd in 1882 gepubliceerd door Charles Owen Waterhouse.

## Soorten
- Diadelia affinis Breuning, 1939
- Diadelia albomaculatoides Breuning, 1961
- Diadelia albomarmorata Breuning, 1965
- Diadelia albosetosa Breuning, 1953
- Diadelia albovittata Breuning, 1957
- Diadelia antegrisea Breuning, 1957
- Diadelia apicalis (Gahan, 1890)
- Diadelia apicefusca Breuning, 1971
- Diadelia atomosparsa Fairmaire, 1904
- Diadelia basifusca Breuning, 1940
- Diadelia basifuscipennis Breuning, 1957
- Diadelia basifuscomaculata Breuning, 1980
- Diadelia betschi Breuning, 1976
- Diadelia bicoloricornis Breuning, 1961
- Diadelia biplagiata Waterhouse, 1882
- Diadelia bispina (Fairmaire, 1904)
- Diadelia bispinipennis Breuning, 1961
- Diadelia bispinosa Breuning, 1939
- Diadelia blanci Breuning, 1976
- Diadelia brunneofasciata Breuning, 1943
- Diadelia cinerascens Fairmaire, 1896
- Diadelia congoana Breuning, 1943
- Diadelia convexicollis (Fairmaire, 1899)
- Diadelia costipennis Fairmaire, 1896
- Diadelia densemarmorata Breuning, 1964
- Diadelia dujardini Breuning, 1971
- Diadelia excavatipennis Breuning, 1965
- Diadelia flavicollis Breuning, 1957
- Diadelia flavovitticollis Breuning, 1966
- Diadelia flavovittipennis Breuning, 1957
- Diadelia fuscostictica Báguena & Breuning, 1958
- Diadelia geminatoides Breuning, 1961
- Diadelia granulipennis Breuning, 1957
- Diadelia granulithorax Breuning, 1957
- Diadelia grisea Breuning, 1969
- Diadelia griseata Breuning, 1957
- Diadelia griseola Breuning, 1939
- Diadelia grisescens Breuning, 1939
- Diadelia guineensis Báguena & Breuning, 1958
- Diadelia holobrunnea Breuning, 1980
- Diadelia imitatrix Breuning, 1939
- Diadelia inermicollis Breuning, 1939
- Diadelia iners Fairmaire, 1902
- Diadelia infasciata Breuning, 1957
- Diadelia inornata (Fairmaire, 1905)
- Diadelia interrupta (Fairmaire, 1896)
- Diadelia laeviceps Breuning, 1942
- Diadelia laterimaculata Breuning, 1943
- Diadelia lateriplagiata Breuning, 1939
- Diadelia lebisi Breuning, 1957
- Diadelia leucovittata Breuning, 1971
- Diadelia lignea Breuning, 1940
- Diadelia ligneoides Breuning, 1961
- Diadelia lineata Breuning, 1943
- Diadelia lineigera (Fairmaire, 1899)
- Diadelia lineolata Breuning, 1939
- Diadelia longicornis Breuning, 1949
- Diadelia marmorata Breuning, 1939
- Diadelia marmoratoides Breuning, 1976
- Diadelia mimospinipennis Breuning, 1962
- Diadelia nervosa (Fairmaire, 1871)
- Diadelia nervulata Fairmaire, 1903
- Diadelia nigropunctata Breuning, 1980
- Diadelia nitidipennis Breuning, 1966
- Diadelia obenbergeri Breuning, 1943
- Diadelia oberthuri Breuning, 1957
- Diadelia obliquata Breuning, 1948
- Diadelia obliquefasciata Breuning, 1965
- Diadelia obliquenigrovittata Breuning, 1980
- Diadelia obliquepicta (Fairmaire, 1899)
- Diadelia obliquevittata Breuning, 1961
- Diadelia ochreovittata Breuning, 1971
- Diadelia paracostipennis Breuning, 1971
- Diadelia parapunctifrons Breuning, 1977
- Diadelia parobliquata Breuning, 1976
- Diadelia parvula Breuning, 1939
- Diadelia postalbomaculata Breuning, 1957
- Diadelia punctifrons Breuning, 1940
- Diadelia ratovosoni Breuning, 1971
- Diadelia retrospinicollis Breuning, 1962
- Diadelia rotundipennis Breuning, 1966
- Diadelia rugicollis Breuning, 1980
- Diadelia setigera Breuning, 1957
- Diadelia setigeroides Breuning, 1980
- Diadelia spinipennis Breuning, 1960
- Diadelia squamulosa Breuning, 1940
- Diadelia strandiella Breuning, 1940
- Diadelia subantegrisea Breuning, 1967
- Diadelia subfasciata (Jordan, 1894)
- Diadelia subgrisescens Breuning, 1964
- Diadelia sublinea Breuning, 1971
- Diadelia subnervulata Breuning, 1957
- Diadelia subornata Breuning, 1957
- Diadelia subrotundipennis Breuning, 1968
- Diadelia subuniformis Breuning, 1961
- Diadelia tanganjicae Breuning, 1968
- Diadelia transversefasciata Breuning, 1964
- Diadelia truncata (Aurivillius, 1915)
- Diadelia unicolor Breuning, 1971
- Diadelia vadoni Breuning, 1957
- Diadelia vadoniana Breuning, 1957
- Diadelia vagefasciata (Fairmaire, 1902)
- Diadelia vicina Breuning, 1961
- Diadelia viossati Breuning, 1971
- Diadelia vittipennis Breuning, 1957
- Diadelia x-brunnea Breuning, 1939
- Diadelia x-fasciata Gahan, 1890
- Diadelia x-fascioides Breuning, 1971
- Diadelia x-flava Breuning, 1971
- Diadelia x-fusca Breuning, 1965
- Diadelia x-fuscoides Breuning, 1980
- Diadelia xylina Breuning, 1961